# Vink (Beekdaelen)
Vink (Limburgs: G'n Vink) is een buurtschap van Wijnandsrade in de gemeente Beekdaelen, in de Nederlandse provincie Limburg. De buurtschap ligt tussen Hulsberg en Hunnecum. Het gehucht ligt hoog en afgelegen in het veld boven de Vinkerbeek, de Wijnandsraderbeek en het natuurreservaat d'r Ouwe Bösj (Het Oude Bos). Vink werd pas in 1956 aangesloten op het elektriciteitsnet.
In totaal staan er ongeveer 14 huizen, waarvan een aantal oude carréboerderijen. Zo stamt de boerderij Huntjens uit 1857 aldus de gevelsteen. Op een helling staat het spekhuis van Vink, een boerderij gebouwd in vakwerk en speklagen.
Voor de school, kerk en inkopen zijn de inwoners aangewezen op Wijnandsrade.
In Vink staat de Onze-Lieve-Vrouw-van-Altijddurende-Bijstandkapel.

## Zie ook

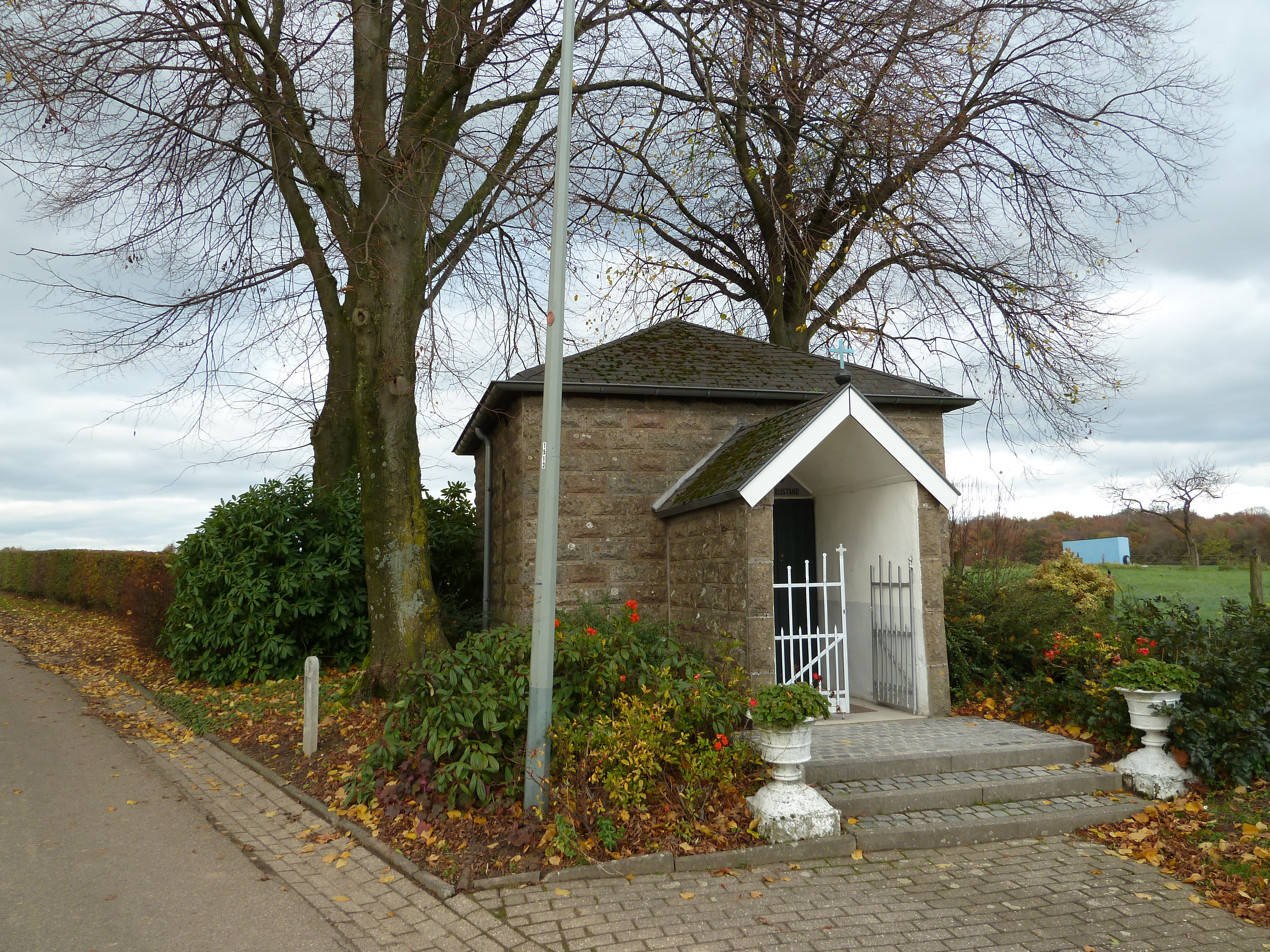
Kapel